# Walter Steinbeck
Walter Steinbeck (* 26. September 1878 in Niederlößnitz; † 27. August 1942 in Berlin) war ein deutscher Schauspieler.

## Leben
Walter Steinbeck, der Sohn des promovierten Pädagogen Johann Otto Gustav Steinbeck und dessen Ehefrau Emilie Caroline Luise geborene Raase, zog mit seinen Eltern nach Berlin, wo er das Gymnasium besuchte. Nach dem Abitur entschloss er sich, Schauspieler zu werden, und nahm Unterricht bei Heinrich Oberländer am Königlichen Schauspielhaus.
Ab 1900 erhielt Steinbeck nach seinem Debüt in Berlin Engagements an Theatern in Graz (1901), Oldenburg (1904), Breslau (1906), Danzig (1907) und ab 1909 am Düsseldorfer Schauspielhaus. 1912 kehrte er nach Berlin zurück, wo er im Theater in der Königgrätzstraße spielte.
Ab 1916 wirkte Steinbeck am Hoftheater Wiesbaden, wo er auch Regieaufgaben übernahm. Seit 1921 lebte er wieder in Berlin, wo er am Lessingtheater, im Theater am Kurfürstendamm, im Komödienhaus und am Metropol-Theater in Komödien, Revuen und Operetten auftrat.
Steinbeck, der in den 1920er Jahren nur unbedeutende Filmaufgaben erhalten hatte, wurde mit dem Aufkommen des Tonfilms ein gefragter Filmschauspieler. Fast stets chargierte er, in Nebenrollen, hohe Offiziere, Amtspersonen, Unternehmer und Direktoren.
Walter Steinbeck war von 1912 bis 1916 mit der Schauspielerin Elinor Büller verheiratet und hatte eine Tochter namens Helga. 1922 schloss er in Berlin die Ehe mit der Schauspielerin Mathilde (Tille) Uhrig (1900–1942). Er starb auf der Bühne des Theaters am Kurfürstendamm.

## Filme (Auswahl)
- 1913: Der Film von der Königin Luise
- 1913: Das Auge des Buddha
- 1914: Fräulein Leutnant
- 1915: Der indische Tod
- 1915: Märtyrerin der Liebe
- 1915: Das Tagebuch Collins
- 1915: Die Söhne des Grafen Steinfels
- 1915: Das Schicksal der Gabriele Stark
- 1922: Der Leidensweg der Eva Grunwald
- 1923: Die Kette klirrt
- 1923: Die Magyarenfürstin
- 1927: Rätsel einer Nacht
- 1928: Panik
- 1929: Fruchtbarkeit
- 1930: Fundvogel
- 1930: Die große Sehnsucht
- 1931: Ihre Majestät die Liebe
- 1931: 24 Stunden aus dem Leben einer Frau
- 1931: Im Geheimdienst
- 1931: Weekend im Paradies
- 1931: Luise, Königin von Preußen
- 1932: Der Stolz der 3. Kompanie
- 1932: Trenck
- 1932: Unmögliche Liebe
- 1932: Strafsache van Geldern
- 1932: Fünf von der Jazzband
- 1932: Eine Tür geht auf
- 1933: Salon Dora Green
- 1933: Liebe muß verstanden sein
- 1933: Liebelei
- 1933: Ein Unsichtbarer geht durch die Stadt
- 1933: Der Traum vom Rhein
- 1933: Der Page vom Dalmasse-Hotel
- 1933: Mutter und Kind
- 1934: Konjunkturritter
- 1934: Gold
- 1934: Ferien vom Ich
- 1934: Warum lügt Fräulein Käthe?
- 1934: Der alte und der junge König
- 1935: Sie und die Drei
- 1935: Winternachtstraum
- 1935: Traumulus
- 1935: Wer wagt – gewinnt
- 1936: Schloß Vogelöd
- 1936: Diener lassen bitten
- 1936: Die Nacht mit dem Kaiser
- 1937: Premiere
- 1937: Gauner im Frack
- 1937: Die gläserne Kugel
- 1937: Hahn im Korb
- 1938: Rätsel um Beate
- 1938: Die kleine und die große Liebe
- 1938: Rote Orchideen
- 1938: Mordsache Holm
- 1938: Nanon
- 1939: Die kluge Schwiegermutter
- 1939: Salonwagen E 417
- 1939: Der singende Tor
- 1939: La casa lontana (italienische Fassung von Der singende Tor)
- 1940: Das himmelblaue Abendkleid
- 1941: Am Abend auf der Heide
- 1941: Der Gasmann
- 1941: Illusion
- 1942: Hochzeit auf Bärenhof
- 1942: Die Nacht in Venedig
- 1942: Die Sache mit Styx
- 1943: Titanic